# Schnitt (Filmzeitschrift)
Schnitt – Das Filmmagazin war eine deutsche Fachzeitschrift für Film und erschien von 1996 bis 2012 vierteljährlich jeweils zu Quartalsbeginn; bis Anfang 2010 (Nr. 57) im Schnitt Verlag, danach im Mesccugge Verlag. Der Schnitt wurde mit Erscheinen der 68. Ausgabe zum Jahresende 2012 eingestellt.

## Inhalt
Mit einem Umfang von zuletzt 100 Seiten beinhaltete der Schnitt drei gleichberechtigt nebeneinander stehende Bereiche.
1. Thema
2. Filmbesprechungen: unabhängige Besprechung relevanter Filmstarts des kommenden Quartals; der Dreischnitt stellte drei Meinungen zu einem Film dar
3. Rubriken: Interview, Festivals, DVD, Bücher, Musik

Des Weiteren fanden sich im Schnitt Kolumnen, u. a. von namhaften Autoren wie Dietrich Kuhlbrodt und Boris Groys. Der Regisseur und Drehbuchautor Dietrich Brüggemann arbeitete dort bis 2012 als Redakteur.

## Autoren (Auswahl)
- Dietrich Kuhlbrodt
- Boris Groys
- Georg Seeßlen
- Erika und Ulrich Gregor
- Stefan Höltgen

sowie weitere zahlreiche freie Autoren.